# Masalia roseata
Masalia roseata är en fjärilsart som beskrevs av Elliot C.G. Pinhey 1956. Masalia roseata ingår i släktet Masalia och familjen nattflyn. Inga underarter finns listade i Catalogue of Life.